# 龙固镇 (沛县)
龙固镇，是中华人民共和国江苏省徐州市沛县下辖的一个乡镇级行政单位。

## 行政区划
龙固镇下辖以下地区：
龙西社区、韩庄社区、镇东社区、新建社区、中心一社区、中心二社区、中心三社区、镇西社区、三里社区、姚楼社区、龙东社区、奚阁社区、张耿庄社区、三河尖社区、前程子村、沙河村、张王庄村、焦刘庄村、新建村、邵马村、桃园村、后洼村和果园村。